# Халима Якоб
димпв мазна (на малайски: Halimah Binti Yacob, حاليمه بنت ياچوب, на китайски: 哈莉玛·雅各布 на тамилски: ஹலிமா பின்தி யாகொப்) е сингапурски политик, първата жена президент на Сингапур. Заема тази длъжност от 14 септември 2017 до 14 септември 2023 г. Преди това е член на управляващата партия Народно действие, член на парламента от 2001 до 2015 г. и от 2015 до 2017 г., 9-ят председател на парламента на Сингапур от 2013 до 2017 г., като подава оставка за участие в президентските избори през 2017 г. Халима печели изборите по безспорен начин, тъй като на никой друг кандидат за президент не е издадено удостоверение за право на участие. На следващия ден се заклева, ставайки първата жена президент в историята на страната и втората мюсюлманка след Юсоф Исхак през 1965 г.
Завършва право в Университета на Сингапур през 1978 г. През 2001 година става Магистър по право, а през 2016 г. получава почетна докторска степен. Тя влиза в политиката през 2001 г., когато става член на парламента. Омъжена е и има пет деца.

## Президентски избори
Докато говори по време на дебата по законопроекта за изменение на президентските избори на 6 февруари 2017 г., министърът в кабинета на министър-председателя Чан Чун Синг се объръща два пъти към Халима като „госпожа президент“ вместо „госпожо говорител“, предизвиквайки смях от депутатите и води до широко разпространени спекулации, че Халима ще бъде предпочитаният кандидат на партията за президентските избори.
На 6 август 2017 г. Халима обявява, че ще се оттегли от поста председател на парламента и депутат на следващия ден, за да се кандидатира за президент на президентските избори през 2017 г., запазен за членове на малайската общност. Кандидатурата е одобрена от министър-председателя Лий Сиен Лонг.
В интервю, публикувано на 11 август 2017 г., Халима дава своите виждания относно президентските избори. На 25 август 2017 г. Халима стартира официалния си уебсайт за кампанията, включително лозунга на кампанията си „Правете добро, правете заедно“, който е критикуван от мнозина като неграматичен. Тя защитава лозунга си, като обяснява, че е предназначен да бъде закачлив. В отговор на публични запитвания дали са нарушени изборните правила, се пояснява, че неговото правило, което забранява на кандидатите да водят кампании преди края на номинацията, се прилага само за кандидати, които са номинирани.
Разходите за кампанията достигат само 220 875 долара от законовия лимит от 754 982,40 долара. Разходите са използвани за рекламни материали, наем на стаи, канцеларски материали, храна, транспорт и телефонни сметки. Като единственият кандидат, на когото е издадено удостоверение за допускане до изборите, Халима става осмият президент на Сингапур. Тан Ченг Бок, бивш кандидат за президент, пише, че Халима „ще заеме най-противоречивото президентство в историята на Сингапур.“ Икономистът я определи като „популярна и способна“. Тя е и първата жена президент на страната и четвъртата жена-глава на Югоизточна Азия след Корасон Акино и Глория Макапагал-Оройо от Филипините и Мегауати Сукарнопутри от Индонезия.